# Ascanio in Alba
Ascanio in Alba, K. 111, é uma ópera de dois atos (Festa teatrale in due atti) composta por Wolfgang Amadeus Mozart com o libreto italiano de Giuseppe Parini. A sua estreia ocorreu em 17 de outubro de 1771 no Teatro Regio Ducal, em Milão.

## Personagens
| Vênus                                | soprano                |
| Ascânio                              | mezzo-soprano castrato |
| Sílvia (ninfa do sangue de Hércules) | soprano                |
| Aceste (sacerdote)                   | tenor                  |
| Fauno (um dos príncipais pastores)   | soprano castrato       |

## Sinopse
- Lugar: o local da futura cidade de Alba Longa, perto de Roma
- Tempo: tempos míticos.

### Ato I
A cena de abertura começa com Vênus e Ascânio, o filho que ela teve com Enéias. A deusa vangloria-se dos charmes de Alba e convida o filho dela a ir para lá. Ela lhe urge que não revele a identidade dele a Silvia, uma ninfa de quem ele é noivo, mas se apresente a ela sob uma falsa identidade e teste a virtude dela. Enquanto pastores chamam a regra prometida a eles, Fauno revela que a face sorridente de Aceste, um sacerdote, é um sinal que o dia será um dia de felicidade suprema. Obedecendo à deusa, Ascânio finge ser um estrangeiro atraído pelas belezas do lugar. Aceste fala aos pastores que o vale deles será um local de uma cidade boa e que eles terão um soberano: Ascânio, antes de o dia terminar. Ele também informa a Silvia que ela será a noiva de Ascânio, mas ela responde que ela está apaixonada por um homem jovem que ela viu em um sonho. O sacerdote afirma a ela que o homem jovem dos sonhos dela não é é outro senão Ascânio. Vênus aparece a Ascânio e pede-lhe que teste Sílvia mais um pouco antes de revelar a sua verdadeira identidade.

### Ato II
Ascânio quer falar com Silvia que está entre os pastores e tenta falar com ela. Sílvia reconhece imediatamente o homem jovem  dos seus sonhos. Fauno intervém e sugere "ao estrangeiro" que ele (Ascânio) deveria ir embora e deveria anunciar o futuro de Alba em terras estrangeiras. Convencido de que o estrangeiro não é Ascânio, Silvia escapa declarando que ela nunca se casará com outro qualquer. Aceste consola  Silvia ao dizer que as tribulações dela estão a ponto de se acabar. Vênus é invocada por um coro magnífico. Silvia e Ascânio juntam suas vozes ao coro e a deusa desce à cena em sua carruagem envolta em nuvens. Vênus une os dois amantes e explica como ela tinha planejado para que o seu filho descobrisse a virtude da sua noiva. Aceste pronuncia um juramento de fidelidade e lealdade para Vênus que então vai embora.Só resta a  Ascânio perpetuar a raça de Enéas e guiar a cidade de Alba à prosperidade.

## Orquestração
- 1 cravo (para recitativo secco)
- 1 tímpano
- 2 flautas
- 2 oboés
- 2 fagotes
- 2 cornes ingleses
- 2 trompas
- 2 trompetes
- Instr. de cordas: violinos (primeiros e segundos), violas, violoncelos (para recitativo secco) e contrabaixos (para recitativo secco)